# Goldens
Goldens (до 2022 Золотий перетин, рос. Золотое сечение) — український аукціонний дім. Заснований 19 листопада 2004. Проводить аукціони, персональні та групові художні виставки, бере участь у благодійних проєктах. Основні напрямки: класичний живопис ХІХ—ХХ ст., альтернативні мистецькі течії (авангард, нонконформізм, андеґраунд), сучасне мистецтво. Крім того, станкова і садово-паркова скульптура, графіка, тиражне мистецтво, художня фотографія, предметний дизайн. Компанія перша в Україні почала проводити аукціони сучасного мистецтва, дизайну і фотографії.
За даними журналу L'Officiel Україна, у 2019 в країні систематично працювали 2 аукціонні доми (Goldens і «Дукат»), решта понад 10 не витримали конкуренції і згорнули роботу. Goldens став чільним аукціонним домом на вітчизняному арт-ринку, зайнявши лідерську позицію.

## Історія

### Події
У березні 2005 компанія провела перший аукціон українського мистецтва 1930—80-х рр. Він визначив сегмент арт-ринку на подальші 4 роки.
2009 проведено перший в Україні аукціон сучасного мистецтва. Окрім живопису, серед лотів вперше у країні представляли інсталяції, арт-об'єкти, відео-арт, фотороботи, стріт-арт та цифрове мистецтво. У 2009—2010 завдяки активній діяльності аукціонного дому сучасне мистецтво зайняло помітне місце в уподобаннях вітчизняних колекціонерів. За компанією закріпився статус основного учасника у сегменті ринку сучасного мистецтва.
У 2010 відбувся перший в Україні аукціон предметного дизайну. До нього увійшли арт-об'єкти та інтер'єрні інсталяції, а також авторські концептуальні меблі, світильники, кераміка, гутне скло. Були представлені дизайнери Сергій Махно, Володимир Бондаренко, художники скла і кераміки Тарас Левків, Іван Зарицький, Олександр Шевченко, Андрій Бокотей.
Аукціон «Classic. Contemporary. Design» (2012) заявлений як найбільший і найрізноманітніший в історії України. Були виставлені три великі блоки топ-лотів — класичне мистецтво ХІХ—ХХ ст., твори сучасного мистецтва і колекційні зразки предметного дизайну.
Попри війну на сході України, «Post war & contemporary art» (2014) зацікавив нових колекціонерів. Реалізовано 50 % лотів. Це був перший аукціон на вітчизняному арт-ринку з початку війни. За даними культурно-мистецького порталу Cultprostir, станом на 2015 Goldens був одним із провідних гравців ринку; компанія організувала перший великий київський аукціон воєнного часу.
2017 аукціонний дім відкрив власний галерейний простір. Регулярно проводяться персональні та групові виставки (8—10 проєктів на рік) відомих українських та світових художників. 31 січня 2017 відбувся перший в Україні аукціон тиражного мистецтва «Editions», формат якого продовжився в наступні роки. На «Editions» були представлені відомі світові імена: Альбрехт Дюрер, Пабло Пікассо, Сальвадор Далі, Казимир Малевич, Василь Кандинський, Марк Шагал, Жуан Міро, Енді Воргол, Фернан Леже, Амедео Модільяні, Олександра Екстер, Жан-Мішель Баскія, Рембрандт ван Рейн, Джованні Баттіста Піранезі, Маркантоніо Раймонді, Альберто Джакометті, Анрі Матісс, Кацусіка Хокусай.
Під час карантинних обмежень у 2020 Goldens не припиняв роботу і проводив онлайн-аукціони. Новий канал торгів залучив на ринок молодих колекціонерів. Протягом наступних років усі фінальні торги проходять в онлайн-форматі.
У лютому 2022 аукціонний дім проводить ребрендинг і змінює попередю назву «рос. Золотое сечение» на Goldens. Під час війни Росії проти України 19 квітня 2022 у партнерстві з аукціонним домом Koller Auktionen (Цюрих, Швейцарія) здійснено благодійний захід «Have a heart» (укр. Мати серце), для збору коштів для українських митців, що опинились у скрутній ситуації з початку війни. Аукціонний дім активно підтримував ЗСУ. Для допомоги українським військовим проведено великий благодійний аукціон «Art can help» (укр. Мистецтво допомагає).

### Аукціонні твори
Серед відомих митців, твори яких регулярно входять до аукціонних та виставкових збірок: класика українського живопису 1880—1910-х рр. — Іван Труш, Микола Мурашко, Сергій Світославський, Микола Бурачек, Сергій Васильківський, Олекса Новаківський; авангард 1900—1920-х рр. — Василь Кандинський, Василь Єрмилов, Борис Косарєв, Максиміліан Волошин; еміграція ХХ ст. — Василь Хмелюк, Давид Бурлюк, Олекса Грищенко, Микола Кричевський, Соня Левицька, Петро Нілус, Петро Терещук, Микола Вакер; період 1930—80-х рр. — Микола Глущенко, Сергій Шишко, Тетяна Яблонська, Андрій Коцка, Йосип Бокшай, Адальберт Ерделі, Сергій Григор'єв, Валентина Цвєткова, Федір Захаров, Микола Максименко, Костянтин Ломикін, Федір Манайло, Віктор Зарецький, Алла Горська, Опанас Заливаха, Анатолій Звєрев, Михайло Шемякін, Валентин Хрущ, Тетяна Голембієвська, Роман Сельський, Володимир Сингаївський, Яків Басов, Марія Примаченко; 1990—2020-і рр. — Іван Марчук, Михайло Демцю, Олег Голосій, Олександр Гнилицький, Арсен Савадов, Олександр Ройтбурд, Павло Керестей, Василь Рябченко, Анатолій Криволап, Тіберій Сільваші, Олег Тістол, Назар Білик, Ігор Подольчак, Олександр Животков, Михайло Деяк, Влада Ралко, Ілля Чичкан, Віктор Сидоренко, Матвій Вайсберг.
Найдорожчі роботи, котрі були продані на торгах — «Зійшов місяць над Дніпром» Івана Марчука ($300 тис., 2024), «Зловісне море» Миколи Глущенка ($165 тис., 2008), «Сад спокуси» ($120 тис., 2022), «Золота ніч» ($96,8 тис., 2021) і «Човни цвітом поросли» ($56 тис., 2020) Івана Марчука, «Чорний лебідь» Леоніда Козлова ($101,8 тис., 2021), «Хризантеми» Сергія Шишка ($61,6 тис., 2006), «Серпень» Віктора Зарецького ($55 тис., 2011). Також «Львів. Площа Ринок» Йосипа Бокшая ($44 тис., 2006), «Улісс» Олександра Гнилицького ($44 тис., 2011). Продаж твору на торгах Goldens служить суттєвим поштовхом для підйому котирувань вартості твору. Так, полотно Олега Тістола «Кавказ №32», в 2012 продане на аукціоні Goldens за $5,5 тис., у листопаді 2014 на лондонському Sotheby's пішло з молотка за £15 тис. ($23,5 тис.).
З названих робіт перші дві увійшли до рейтингу «Шість найдорожчих картин українських художників» (2022), укладеного науково-дослідницьким історичним проєктом «Локальна історія». «Зловісне море» М. Глущенка посіло позицію № 3, а «Сад спокуси» І. Марчука зайняв позицію № 5. Діловий журнал «Forbes Україна» уклав власний рейтинг «П'ять найдорожчих українських витворів мистецтва» (2022). В ньому «Зловісне море» незмінно обіймає позицію № 3, а «Сад спокуси» витіснений з позиції № 5 найдорожчою вітчизняною фотографією.
На аукціоні «Авангард» (2010) була представлена композиція Василя Кандинського, яка вважається одним з перших у світі творів абстракціонізму.

## Відділи
- Відділ «Класичне мистецтво» (з 2005).
- Відділ "Contemporary art" (з 2009).
- Відділ "Editions" (з 2017).
- Відділ «Дизайн» (з 2010)[27].

## Процес
Серед послуг, які надає Goldens: приватні продажі; формування колекцій; арт-банкінг (формування інвестиційних портфелів); оформлення інтер'єрів та співпраця з дизайнерами; підбір подарунків. Ознайомитися з колекцією можна на передаукціонному показі, в друкованому каталозі або на офіційному сайті компанії. З 2010 відкрито онлайн-участь у торгах (у режимі реального часу). З 2023 працює інтернет-магазин GS-Art Store.

## Виставки
З 2005 реалізовано 46 виставкових проєктів. До значних подій варто віднести дві масштабні експозиції ікони (2009, 2014), ретроспективні виставки художників — Якова Басова (2006), Миколи Глущенка (2012) та Віктора Зарецького (2012, 2017). Виставка графіки Віктора Зарецького (2012; 388 творів) стала найбільшою персональною експозицією митця.
Твори вітчизняних митців-шістдесятників були представлені в спеціальному проекті «Український андеґраунд» (2017). Вагомо прозвучала експозиція «Мистецтво художників-емігрантів ХХ ст.» (2019), на якій презентували 31 твір із колекційних зібрань з України, Франції, Німеччини, Нідерландів, США. 
2020 році на виставці відомого іспанського сюрреаліста Сальвадора Далі «Пустотливі сни Пантаґрюеля» (ісп. Les songes drolatiques de Pantagruel) публіці репрезентували повну добірку гравюр художника, належних до однойменної серії 1973 р. — 25 гравюр, підписаних і пронумерованих митцем особисто. До того, як гравюри оформили у рами, вони зберігалися в спеціальній папці, зробленій у вигляді середньовічної книги, що також була представлена в експозиції.
З 13 червня по 18 липня 2025 року аукціонний дім Goldens презентує ретроспективну виставку «Олег Соколов. Всесвіт на папері», присвячену Олегу Соколову, якого вважають одним із провідних українських графіків та ключовою постаттю нонконформістського мистецтва України другої половини XX століття під назвою. Експозиція охоплює понад 50 графічних робіт 1950–1980-х років і відображає головні етапи його творчого шляху.
34 з 46 виставкових проєктів отримали друковані каталоги та альбоми.

## Видання
З 2005 вийшло друком 85 видань — 50 каталогів аукціонів, 34 альбоми і каталоги виставок, 1 дайджест. Під егідою Національного музею «Київська картинна галерея» вийшов каталог ікони XVII — початку XX ст. (2009) та «Графіка М. Глущенка 1930—1970 років» (2012). Можна відзначити альбом ікони XVI—XX ст. з приватних збірок (2014). З каталогів варто назвати «Український андеґраунд» (2017), «Українське класичне мистецтво ХХ століття» (2018), «Мистецтво художників-емігрантів ХХ ст.» (2019), «Heartbeats» (2022). Опубліковано альбом графіки і каталог живопису Віктора Зарецького (2012, 2017), каталог серії гравюр Сальвадора Далі «Пустотливі сни Пантаґрюеля» (2020).
Видавався дайджест аукціонного дому — «Digest» (2012). Шеф-редактор Михайло Василенко, серед авторів Дмитро Горбачов, Володимир Петрашик, Ольга Балашова. Повноколірне глянцеве видання. Мова російська, наклад 5000 примірників.

### Каталоги виставок
1. Басов Яков Александрович (1914—2004). — К., 2006. — 76 с. (рос.)
2. Русская икона XVII — начала XX вв. из частных собраний : каталог выставки. — К., 2009. — 152 с. (рос.)
3. Графіка В. Зарецького 1940-1980-х рр. : альбом. — К., 2012. — 296 с. (укр.) (англ.)
4. Графіка М. Глущенка 1930—1970 років : каталог виставки. — К., 2012. — 128 с. (укр.) (англ.)
5. Чистота душевная. Русская икона XVI—XX вв. в частных собраниях. — К., 2014. — 322 с. — ISBN 978-966-1568-91-3. (рос.) (англ.)
6. Віктор Зарецький. «Реквієм». Живопис 1950—80-х рр. : каталог виставки 11—31.10.2017. — К., 2017. — 38 с. (укр.) (англ.)
7. Ілля & Саша Чічкан. PsychoDarwinism. Back to the Roods : каталог виставки 23.11—14.12.2017. — К., 2017. — 46 с. (укр.) (англ.)
8. Михайло Туровський. Пластична симфонія. Живопис і графіка : каталог виставки 11—31.08.2017. — К., 2017. — 46 с. (укр.) (англ.)
9. Український андеґраунд. Живопис, графіка, скульптура художників-шестидесятників : каталог виставки 6—28.07.2017. — К., 2017. — 50 с. (укр.) (англ.)
10. Ігор Подольчак. Остання кантата : каталог виставки 11—28.07.2018. — К., 2018. — 38 с. (укр.) (англ.)
11. Михайло Деяк. Вибрані твори з колекції Михайла Василенка : каталог виставки 30.01—17.02.2018. — К., 2018. — 38 с. (укр.) (англ.)
12. Українське класичне мистецтво ХХ століття : каталог виставки 20.04—10.05.2018. — К., 2018. — 30 с.
13. Мистецтво художників-емігрантів ХХ ст. : каталог виставки 5—27.12.2019. — К., 2019. — 42 с.
14. Сальвадор Далі. Пустотливі сни Пантаґрюеля : каталог виставки 10—26.06.2020. — К., 2020. — 34 с.
15. Heartbeats : каталог виставки 5.02—12.02.2022. — К., 2022. — 46 с. (укр.) (англ.)

### Каталоги аукціонів
1. Радянський живопис ХХ століття. Аукціон № 1. 5 березня 2005 [Архівовано 15 квітня 2015 у Wayback Machine.]. — К., 2005. — 52 с.
2. Український та російський живопис ХІХ-ХХ ст. Аукціон № 3. 4 листопада 2006 [Архівовано 15 квітня 2015 у Wayback Machine.]. — К., 2006. — 100 с.
3. Український живопис та графіка ХХ-ХХІ ст. Російська ікона. Аукціон № 8. [Архівовано 15 квітня 2015 у Wayback Machine.]. — К., 2009. — 212 с.
4. Українське актуальне мистецтво. Аукціон. 24 жовтня 2009, Київ [Архівовано 15 квітня 2015 у Wayback Machine.]. — [К., 2009]. — [214] с. (укр.) (англ.)
5. Дизайн. Аукціон № 13. [30 жовтня 2010, Київ] [Архівовано 15 квітня 2015 у Wayback Machine.]. — К., 2010. — [120] с.
6. Contemporary art. Аукціон № 14. [27 листопада 2010, Київ] [Архівовано 15 квітня 2015 у Wayback Machine.]. — К., 2010. — [160] с.
7. Авангард. Аукціон № 15. [18 грудня 2010, Київ] [Архівовано 15 квітня 2015 у Wayback Machine.]. — К., 2010. — [112] с.
8. Український класичний живопис та графіка ХХ ст. Аукціон № 16. [Архівовано 15 квітня 2015 у Wayback Machine.]. — К., 2011. — 120 с.
9. Contemporary art. Аукціон № 19. 29 жовтня 2011 [Архівовано 15 квітня 2015 у Wayback Machine.]. — К., 2011. — [200] с.
10. Дизайн і фото. Аукціон № 20. 26 листопада 2011 [Архівовано 15 квітня 2015 у Wayback Machine.]. — К., 2011. — [200] с.
11. Contemporary art. Аукціон № 23. 28 квітня 2012 [Архівовано 15 квітня 2015 у Wayback Machine.]. — К., 2012. — [192] с.
12. Classic. Contemporary. Design. Аукціон № 24. 10 листопада 2012 [Архівовано 15 квітня 2015 у Wayback Machine.]. — К., 2012. — [272] с.
13. Classic & contemporary art. Аукціон. 17 березня 2015. — К., 2015. — 112 с.
14. Аукціон №34. Classic. Underground. Contemporary. 12 квітня 2017. — К., 2017. — 66 с.
15. Аукціон №37. Editions. 1 вересня 2018. — К., 2018. — 66 с.
16. Аукціон №48. Classic & contemporary art. 1 червня 2021. — К., 2021. — 70 с.